# Circuit de Dijon-Prenois
Die Motorsport-Rennstrecke Circuit de Dijon-Prenois wurde am 26. Mai 1972 als Stade Automobile de Dijon-Prenois im französischen Burgund eröffnet. Der im Uhrzeigersinn zu befahrende Kurs liegt etwa 15 Kilometer nordwestlich des Stadtkerns von Dijon nahe dem kleinen Vorort Prenois.
Die ursprüngliche Streckenführung über 3,289 km ähnelte grob einem Oval mit einer 1,1 km langen und leicht ansteigenden Start- und Zielgeraden, zwei größeren Kurven und einer flüssigen Abfolge von leichten Kurvenkombinationen in Schlangenlinienform anstelle einer Gegengeraden.
Vor dem Umbau 1975 wurde hier 1974 ein Formel-1-Rennen ausgetragen; danach gab es auf der nun 3,801 km langen Strecke bis 1984 weitere fünf Grand Prix. Inzwischen wird die Strecke hauptsächlich für verschiedene nationale Meisterschaften von Frankreich und der Schweiz sowie für zahlreiche Club- und Test-Veranstaltungen genutzt. Am 11. Oktober 2009 wurde erstmals ein DTM-Lauf in Dijon ausgetragen, der das bisherige Frankreich-Gastspiel in Le Mans auf dem Circuit Bugatti ersetzte.

## Geschichte

### Die Vorläufer der Strecke
Die Motorsporttradition der Region wurde bereits am 26. Mai 1927 mit den „6 Stunden von Burgund“ begründet, einem Sportwagenrennen in verschiedenen Hubraumklassen auf einem knapp 18 Kilometer langen Kurs auf öffentlichen Straßen zwischen Dijon und Savigny-le-Sec. In der Klasse bis 1.500 cm³ gewann ein luftgefederter Rennwagen des Teams von George Messier. Vor und nach dem Zweiten Weltkrieg gab es in Dijon selbst einen etwas über 2 km langen, nicht permanenten Stadtkurs am Parc des Sports, der über sonst öffentliche Straßen führte und auf dem unter anderem 1946 verschiedene Rennen (Sportwagen und Voiturettes) um den „Großen Preis von Burgund“ ausgetragen wurden.
Ab den 1950er-Jahren wurden auf der Strecke Côte d'Urcy auf öffentlichen Straßen bei Dijon Bergrennen in verschiedenen Längen ausgetragen; Mitinitiator und Teilnehmer dieser Rennen war ein französischer Rennfahrer und späterer Präsident der Sektion Bourgogne Franche-Comté des französischen Automobilsportverbandes FFSA, der im November 2006 verstorbene François Chambelland. In den 1960er-Jahren gab es zudem erste Rundstreckenrennen auf dem nahegelegenen Flughafen Dijon-Longvic. 1968 veröffentlichte Chambelland erstmals seine Anregung, einen permanenten Kurs in der Stadt zu bauen.

### Das „Automobil-Stadion“

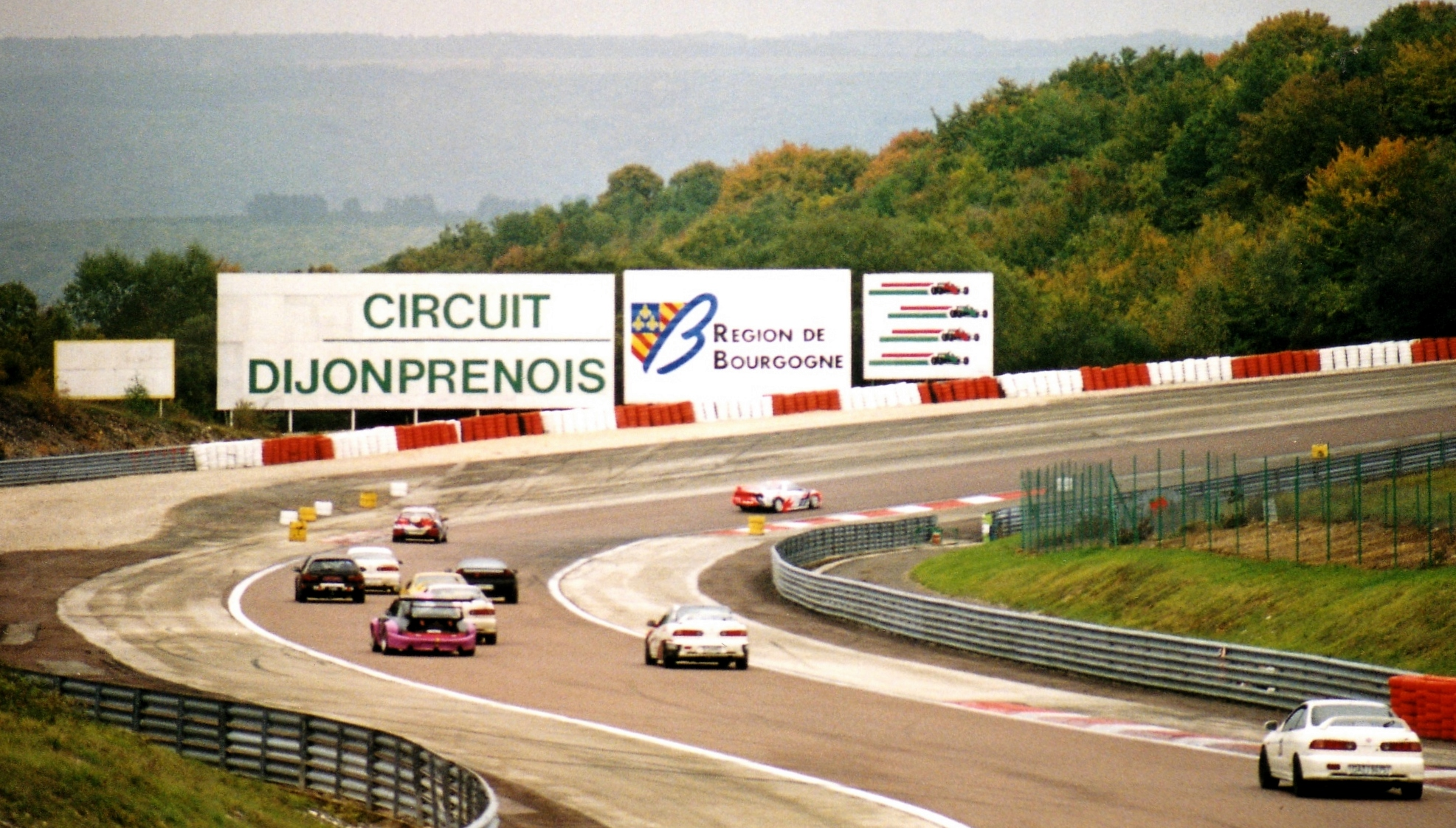
Die Kurve Parabolique im 1975 hinzugefügten Streckenteil

1969 begannen unter Leitung von Chambelland sowie der Mitarbeit von François Cevert und dessen Schwager Jean-Pierre Beltoise die Planungen für ein Stade Automobile à Dijon, also einem „Automobil-Stadion in Dijon“. 1970 war Baubeginn. Nach rund zwei Jahren wurde die Strecke eröffnet; allerdings unter dem leicht veränderten Namen Stade Automobile de Dijon, weil sie nicht, wie ursprünglich geplant, in Dijon lag, sondern außerhalb der Stadt nahe dem selbständigen Vorort Prenois. Am 4. Juni 1972 gab es dort das erste große Rennen zur Europameisterschaft der Sportprototypen. Am 7. Juli 1974 fand das erste Formel-1-WM-Rennen auf diesem Kurs als Großer Preis von Frankreich statt. Schon hier gab es erste Platzprobleme: Die Teams mit ihren 30 gemeldeten Wagen konnten nur mit Mühe im Fahrerlager und in den Boxen untergebracht werden. Streckendirektor François Chambelland entschied deshalb und wegen der relativ kurzen Strecke, dass nur 22 Fahrzeuge starten durften. Die schnelle Streckenführung machte außerdem Rundenzeiten von unter einer Minute möglich; Niki Lauda etwa hatte sich die Pole-Position in 58,79 Sekunden geholt. Dadurch gab es trotz des reduzierten Teilnehmerfeldes viel „Verkehr“ und damit verbundene unfallträchtige Komplikationen durch zahlreiche Überrundungen im Verlauf eines Rennens.

Die „kurze“ Strecke, vor 1975
Nach der Erweiterung durch die Parabolique

1975 wurde der Kurs deshalb durch einen neuen Abschnitt mit der Kurve Parabolique (siehe auch: Parabolika) auf rund 3,8 km erweitert, was die Rundenzeiten anfangs um bis zu 13 Sekunden verlängerte. Auf der überarbeiteten Strecke gab es im selben Jahr ein nicht zur Formel-1-WM zählendes Rennen um den Großen Preis der Schweiz, das der Schweizer Clay Regazzoni gewann. Eine zweite Austragung des Großen Preis der Schweiz 1982 gewann der Finne Keke Rosberg, der im gleichen Jahr Formel-1-Weltmeister wurde. Ab 1977 bis 1984 wechselte sich Dijon-Prenois mit dem Circuit Paul Ricard (in Südfrankreich bei Le Castellet) bei der Austragung des Großen Preises von Frankreich der Formel 1 ab, ab 1985 wurde ausschließlich auf dem Circuit Paul Ricard gefahren, ab 1991 auf dem Circuit de Nevers Magny-Cours. Damit war die Formel-1-Ära für Dijon-Prenois endgültig vorbei. 1985, 1988 und 1989 war Dijon-Prenois immerhin noch Schauplatz von je einem Lauf der Formel-3000-Europameisterschaft. Sieger des ersten Rennens 1985 war Christian Danner, das letzte Rennen 1989 entschied Érik Comas für sich. Im Jahr darauf führte Comas vor dem geplanten Saisonabschluss im Oktober in Dijon-Prenois uneinholbar in der Meisterschaft; das Rennen wurde daraufhin abgesagt.

### Modernisierung

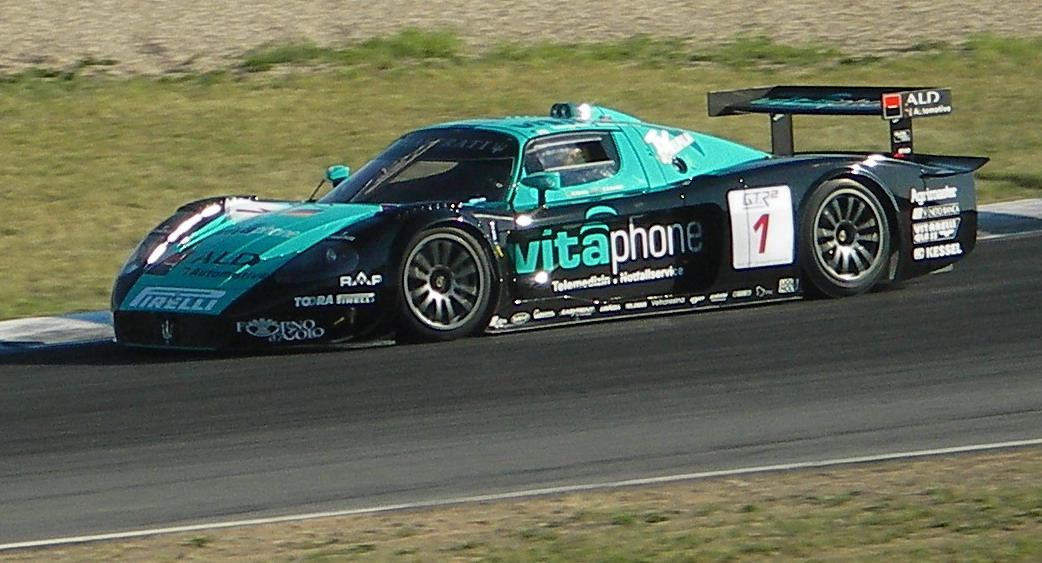
Das Vitaphone Racing Team siegte mit solch einem Maserati MC12 beim bisher letzten FIA-GT-Lauf 2006 in Dijon.

In den 1990er-Jahren übernahm die Société d'Exploitation du Circuit-Dijon-Prenois, ein Joint Venture von regionalen Unternehmen, die Weiterentwicklung der Anlage. In den folgenden Jahren wurde unter Leitung des Streckendirektors und Ex-Rennfahrers Danny Snobeck versucht, etwa mit dem Bau einer 1,1 km langen und acht Meter breiten Kart-Strecke inklusive Seminar- und Restaurant-Gebäude (2001 bis 2003) und einem umfangreichen Umbau der Boxenanlagen und des Fahrerlagers, die Anlage attraktiv genug für andere Motorsport-Veranstaltungen zu halten. Die derzeitige Gesamtleitung des Kurses hat der Präsident der Entwicklungsgesellschaft, Yannick Morizot. Der Umsatz der Streckenbetreiber für das Jahr 2007 wird mit 3,1 Millionen Euro beziffert.

### Aktuelle Autorennserien
Ein bleibender Vorteil der Strecke ist die Nähe zur Schweiz. Einige Schweizer Meisterschaftsläufe in verschiedenen Motorsportdisziplinen wurden und werden deshalb in Dijon-Prenois durchgeführt; seit dem schweren Unglück beim 24-Stunden-Rennen von Le Mans 1955 mit 84 Toten sind in der Schweiz selbst keine Rundstreckenrennen mehr erlaubt. So fanden bereits 1973 bis 1975 jährlich zwei Schweizer Formel-2-Meisterschaftsläufe in Dijon-Prenois statt. Als eine der wenigen verbliebenen internationalen Veranstaltungen der jüngeren Zeit gastieren die FIA-Historic Racing Championships regelmäßig mit Rennen in verschiedenen Klassen für historische Rennfahrzeuge, 1998 und 2006 gab es außerdem Gastspiele der FIA-GT-Meisterschaft, 1998 noch mit Weltmeisterschaftsstatus, 2006 siegte das deutsche Vitaphone Racing Team mit einem Maserati MC12.
Im Dezember 2008 nahmen die Organisatoren der DTM zum ersten Mal Dijon-Prenois in den Rennkalender auf. Am Wochenende des 11. Oktobers 2009 wurde dort der vorletzte Saisonlauf ausgetragen; anstelle des bisherigen französischen Veranstaltungsorts Circuit Bugatti. Eine Begründung für den Wechsel wurde nicht mitgeteilt. Die Anlage ist derzeit von der FIA für alle Arten von Rundstreckenrennen, außer der Formel 1, homologiert und fasst bis zu 35.000 Zuschauer.

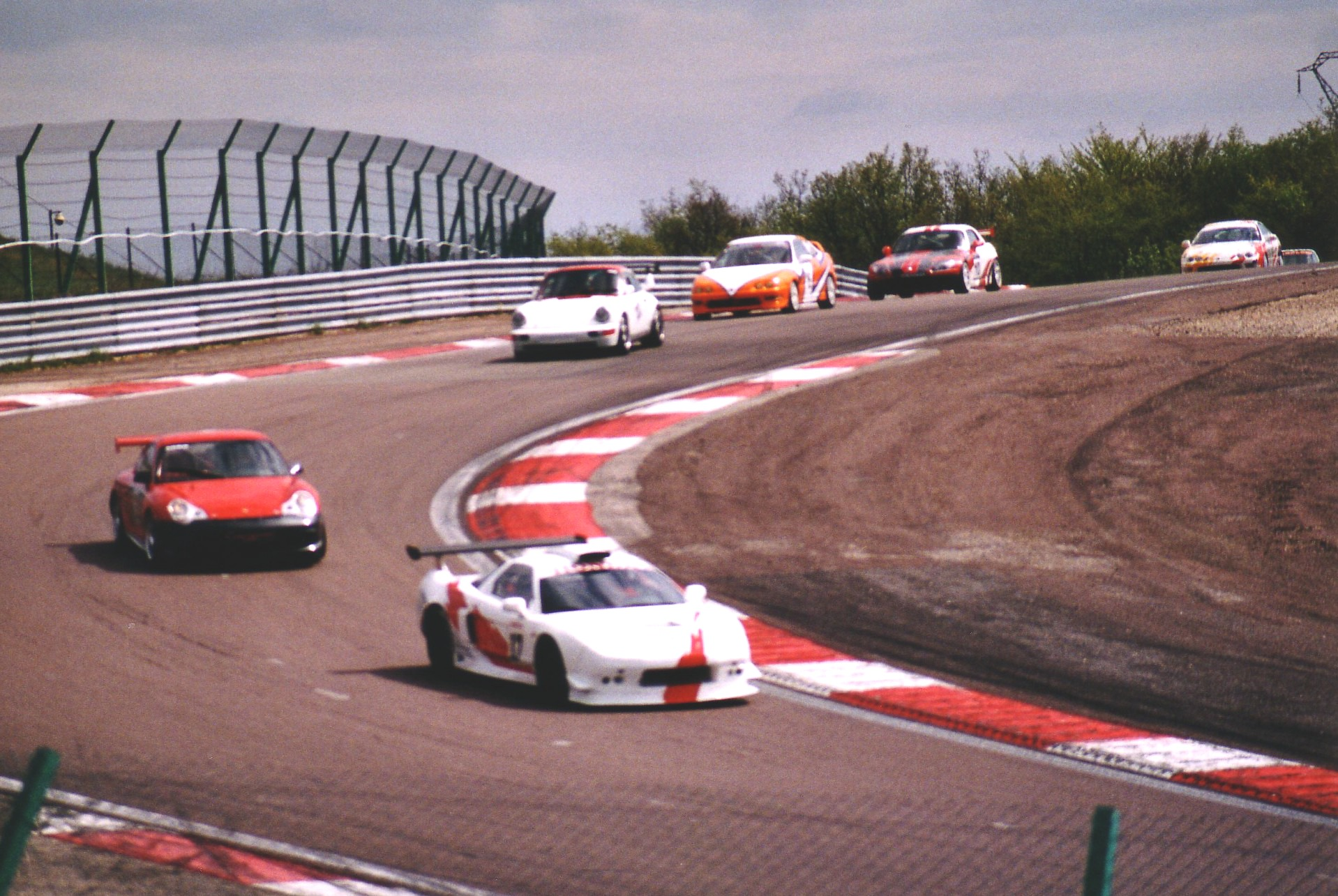
Aufwärmrunde des European Honda Trophy-Rennens 2004 in Dijon-Prenois, Kurve Gauche de la bretelle

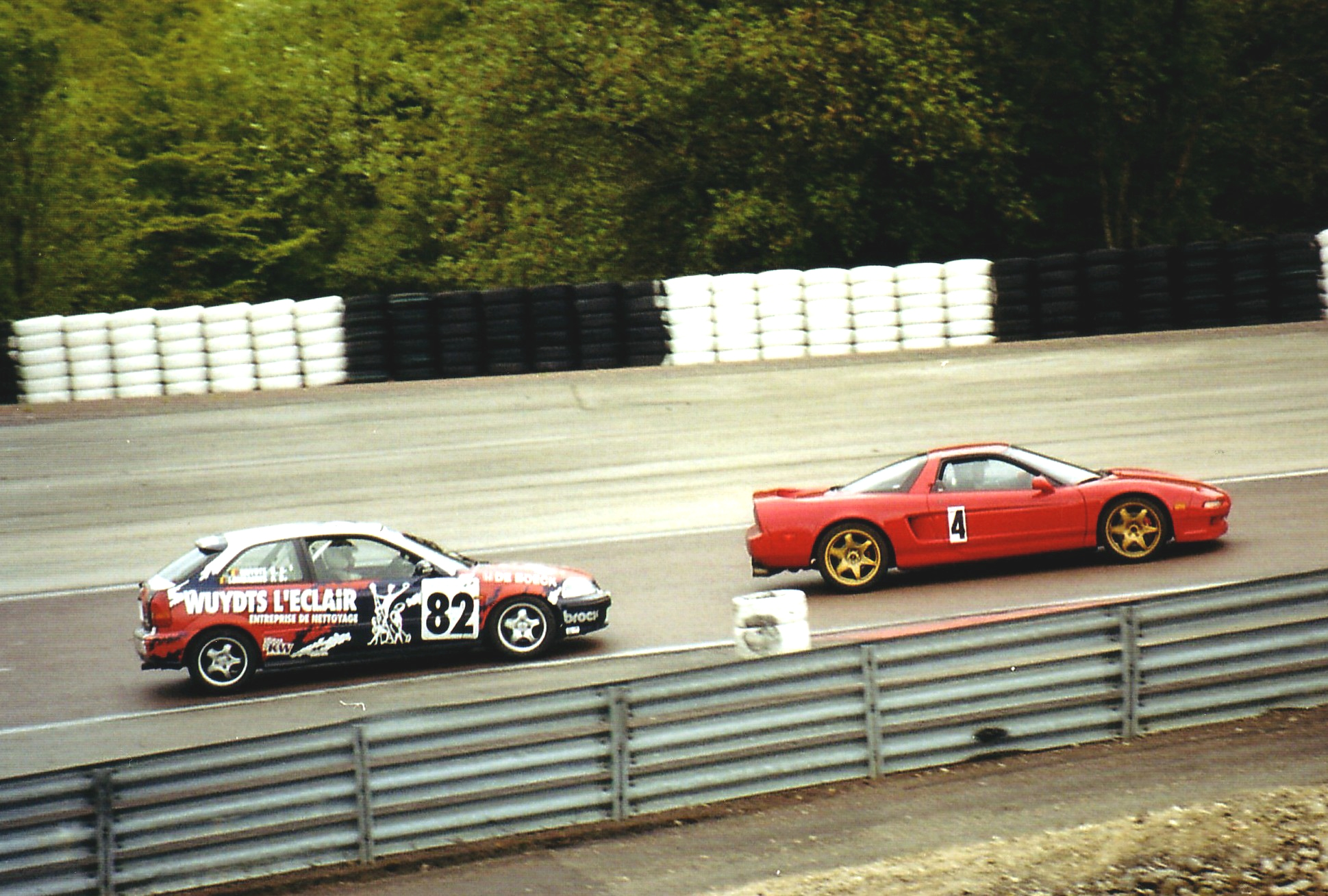
Ansteigender Kurvenausgang der Parabolique mit Beton-Auslaufzone

## Besonderheiten
Mit Durchschnittsgeschwindigkeiten von über 200 km/h war die Strecke schon in der ersten Variante eine der schnellsten und flüssigsten der Formel 1. Im Gegensatz zu vielen modernen Retortenstrecken wurde der Verlauf der hügeligen Landschaft angepasst, so dass sich Höhenunterschiede von bis zu etwa 30 Metern ergeben. Dadurch müssen einige Streckenteile „blind“ gefahren werden, weil der weitere Verlauf der Fahrbahn durch Senken und Anstiege nicht zu sehen ist. Das gilt etwa für die Kurvenkombination S de sablières, die Virage de la combe und die nach dem Umbau 1975 hinzugekommene Parabolique. Diese Kurve mit einem Radius von nur 50 Metern weist außerdem am Scheitelpunkt eine leichte Überhöhung auf, die am Kurvenausgang abnimmt, im Verlauf steigt die Fahrbahn noch dazu mit etwa 15 Prozent an und ist deshalb technisch sehr anspruchsvoll. Bei vielen Fahrern gilt die Strecke mit ihren acht Kurven und Kurvenkombinationen als „Berg- und Talbahn“. Durch den technischen Fortschritt beim Rennwagenbau wurden jedoch einige Zeit nach dem Umbau erneut Durchschnittsgeschwindigkeiten von über 200 km/h erzielt; sowohl von der Formel 1 als auch bei den Sportprototypen. 1984 fuhr Alain Prost im McLaren-TAG-Formel-1 im Rennen mit 1:05.257 min und einem Schnitt von knapp 210 km/h Rundenrekord, der zunächst im Jahre 2012 von Klaas Zwart (BOSS GP) in einem Jaguar F 1 aus dem Jahr 2004 und 2015 von Ingo Gerstl – ebenfalls im BOSS GP Rennen – mit einem Toro Rosso F 1 und einer Zeit von 1:02:985 unterboten wurde. 1990 wurde in einem Weltmeisterschafts-Sportwagenrennen der „Gruppe C“ der ebenfalls noch bestehende Rekord für Sportprototypen mit 1:08,973 min (im Schnitt etwa 203 km/h) von Jean-Louis Schlesser in einem über 900 PS starken Sauber C11-Mercedes aufgestellt.
Beim Umbau 1975 war vor allem im neuen Streckenteil weitgehend auf Auslaufzonen aus Gras oder Kies verzichtet worden, stattdessen wurden die Bereiche jenseits der Curbs großflächig betoniert oder asphaltiert; ein Konzept, das erst Jahrzehnte später obligatorisch bei neu- oder umgebauten Rennstrecken verwendet wurde. Dadurch konnten die Rennwagen bei Überholvorgängen auch Streckenteile neben der 10 bis 12 Meter breiten regulären Fahrbahn nutzen, was beim Formel-1-Grand-Prix 1979 zum legendären Duell um Platz 2 zwischen René Arnoux und Gilles Villeneuve führte, als beide zur Begeisterung des Publikums rundenlang (auch in den Kurven) nebeneinander fuhren. Villeneuve setzte sich erst in der letzten Kurve Courbe de Pouas durch und fuhr etwa zwei Zehntelsekunden vor Arnoux über die Ziellinie. Solche Duelle sind allerdings bei feuchten oder nassen Streckenbedingungen nicht möglich, weil dann vor allem die Beton-Auslaufzonen extrem rutschig werden.
Im Laufe der Formel-1-Weltmeisterschaft 1982 erzielte Keke Rosberg hier seinen einzigen Saisonsieg.

## Weitere Rennveranstaltungen
Von Beginn an wurde die Strecke für nationale Motorrad-Meisterschaftsläufe von Frankreich und der Schweiz genutzt. Am 5. Juni 1977 fand mit der Formel-750-Weltmeisterschaft das einzige internationale Motorradrennen statt, das der Franzose Christian Estrosi auf einer Yamaha für sich entscheiden konnte. Am Mittwoch vor dem Rennwochenende war es allerdings bei einem freien Training für alle Teilnehmer der Haupt- und Rahmenrennen zu einem schweren Unfall gekommen, an dessen Folgen der 21-jährige Franzose Thierry van Wormhoudt etwa einen Monat später starb. Die Veranstalter hatten an diesem Tag die Strecke gleichzeitig für Maschinen verschiedener Leistungsklassen geöffnet; ein äußerst riskantes und sonst völlig unübliches Verfahren. So kam es am Beginn der Zielgeraden zu einer Kollision zwischen der 750-cm³-Yamaha des Niederländers Boet van Dulmen und der wesentlich langsameren 125-cm³-Honda van Wormhoudts, der gerade nach rechts in die Boxengasse abbiegen wollte. Offenbar hatte van Dulmen im Anstieg nach der Courbe de Pouas die vor ihm fahrende Honda für eine größere Maschine gehalten, deren Windschatten er für die folgende lange Gerade hätte ausnutzen können. Er selbst überlebte den Zusammenstoß mit Arm- und Beinbrüchen. Beobachter kritisierten die mangelnden Sicherheitsmaßnahmen an diesem Tag. So sei erst eine halbe Stunde nach dem Unfall ein Krankenwagen aus Dijon eingetroffen.
Von 1990 bis 2000 war Dijon-Prenois regelmäßiger Veranstaltungsort für Rennen der FIA European Truck Racing Championship, einer europäischen Meisterschaftsserie für stark modifizierte Sattelzugmaschinen.
Die Strecke wird außerdem regelmäßig für Radsportveranstaltungen genutzt, etwa für die Trophée National de Cyclisme, der französischen Schul- und Universitätsmeisterschaft. 2006 wurden für alle Veranstaltungen insgesamt rund 150.000 Besucher gezählt.

## Zitate
„Zwar nicht die kürzeste Rennstrecke (Long Beach und Monaco sind noch kürzer), aber nirgendwo gibt es so kurze Rundenzeiten. Dijon ist ein sehr anstrengender Kurs, weil der Belag im Lauf der Jahre sehr uneben geworden ist. Die fahrerisch anspruchsvollsten Stellen sind die beiden letzten Rechtskurven vor der langen Geraden. Die vorletzte hängt und verlangt viel Überwindung für den vierten Gang, es folgen ein kleiner Hügel und die letzte Rechtskurve, die absolut voll gefahren wird, was ungefähr Tempo 260 bedeutet. Es ist eine der schlimmsten Fliehkraft-Kurven der europäischen Rennstrecken.“

## Statistik

### Sieger der Formel-1-WM-Läufe in Dijon-Prenois
| Nr. | Jahr | Fahrer                | Konstrukteur | Motor         | Reifen | Zeit          | Streckenlänge | Runden | Ø-Tempo      | Datum      | GP von/der |
| --- | ---- | --------------------- | ------------ | ------------- | ------ | ------------- | ------------- | ------ | ------------ | ---------- | ---------- |
| 1   | 1974 | Ronnie Peterson       | Lotus        | Ford          | G      | 1:21:55,020 h | 3,289 km      | 80     | 192,722 km/h | 7. Juli    | Frankreich |
|     |      |                       |              |               |        |               |               |        |              |            | Frankreich |
| 2   | 1977 | Mario Andretti        | Lotus        | Ford          | G      | 1:39:40,130 h | 3,801 km      | 80     | 183,006 km/h | 3. Juli    | Frankreich |
|     |      |                       |              |               |        |               |               |        |              |            | Frankreich |
| 3   | 1979 | Jean-Pierre Jabouille | Renault      | Renault       | M      | 1:35:20,420 h | 3,801 km      | 80     | 191,315 km/h | 1. Juli    | Frankreich |
|     |      |                       |              |               |        |               |               |        |              |            | Frankreich |
| 4   | 1981 | Alain Prost           | Renault      | Renault       | M      | 1:35:48,130 h | 3,801 km      | 80     | 190,392 km/h | 5. Juli    | Frankreich |
| 5   | 1982 | Keke Rosberg          | Williams     | Ford          | G      | 1:32:41,087 h | 3,801 km      | 80     | 196,796 km/h | 29. August | Schweiz    |
|     |      |                       |              |               |        |               |               |        |              |            |            |
| 6   | 1984 | Niki Lauda            | McLaren      | Porsche (TAG) | M      | 1:31:11,951 h | 3,801 km      | 79     | 202,024 km/h | 20. Mai    | Frankreich |

Rekordsieger
Fahrer: –– • Fahrernationen: Frankreich (2) • Konstrukteure: Lotus/Renault (je 2) • Motorenhersteller: Ford (3) • Reifenhersteller: Goodyear/Michelin (je 3)

### Sieger der DTM-Läufe
| Jahr | Sieger       | Auto                   | Zeit          | Streckenlänge | Runden | Ø-Tempo      | Datum       |
| ---- | ------------ | ---------------------- | ------------- | ------------- | ------ | ------------ | ----------- |
| 2009 | Gary Paffett | Mercedes-Benz C-Klasse | 1:04:38.472 h | 3,801 km      | 52     | 183,461 km/h | 11. Oktober |